# Sociedade de Classificação da China
A Sociedade de Classificação  da China, (em inglês China Classification Society) (sigla CCS; 中國船級社) é uma sociedade de classificação de navios que começou em 1956, como uma organização sem fins lucrativos da República Popular da China para realizar vistorias de classificação, certificação, vistorias com certificação e vistorias de navios, incluindo instalações offshore, recipientes e produtos relacionadas com a industria no país e no estrangeiro. A CCS também conduz trabalho legal em nome do Governo Chinês e outras administrações de bandeira.
A CCS juntou-se a International Association of Classification Societies (IACS) como membro pleno, em Maio de 1988.